# Яррам (Вікторія)
Яррам (англ. Yarram)  — невелике місто на південному сході Австралії. Розташоване на південному сході штату Вікторія, в області Гіпсленд (Gippsland). Чисельність населення 2106 осіб(рік перепису — 2006).
Найближче порівнянне за розмірами місто  — Вудсайд, розташоване на загальній автотрасі А440. У північно-східній частині міста протікає річка Тарра. Відстань до столиці штату становить 150 км по прямій лінії, по шосе  — близько 210 км.